# Popeștii de Jos, Drochia
Popeștii de Jos este un sat din raionul Drochia, Republica Moldova.

## Istorie
Localitatea a fost atestată documentar pentru prima dată în 1552:
„Suret de pe ispisoe vechiu, pe sârbie, de la Ștefan voievod, domn Țării Moldovei, scris de Dumitru Sturzovici în Huși, din let 7060 <1552> aprilie 3.
Înștiințare facem prin această cărți a noastră tuturor cui vor căuta asupra ei sau o vor auzî citindu-să. Întru acest adevărat și credincios, sluga a noastră Sas pârcălabul de Soroca, precum că ne-au slujit cu dreptate și cu credință, a căruia văzând noi ce cu dreptate și cu credință cătră noi slujbă i-am miluitu-i pre el cu osăbită a noastră milă de i-am datu-i de la noi și i-am întăritu-i în țara noastră a Moldovei două seliști: o seliște undi să numește Fântâna Holeneștii, cari această seliște o au pierdut popa din Holenești cu feciorii săi în vremea vicleșugului lor când au rămas ...
[cuvânt lipsă]... și când au fugit în ceea parte, în Țara Leșească, și altă seliște unde se numește Fântâna Pântei, pe Căinări, din sus de Bulboaci, pentru ca să-și așezi sat.

...

Și spre mai mare tărie și întăritură tuturor acestor di mai sus scrise, am poroncit credincios boierului nostru, lui Lucociu logofăt, să serie și spre adevărată cartea noastră această pecetea noastră să lege.”
În 1606 este menționat numele actual al satului:
„Din mila lui Dumnezeu, noi Io Eremia Movilă voievod, domn al Țării Moldovei. Facem cunoscut cu această carte a noastră, tuturor celor ce o vor vedea sau o vor auzi citindu-se, că a venit înaintea noastră și înaintea tuturor boierilor noștri moldoveni, mari și mici, Isac și fratele lui, Vasilie, fiii lui popa Climentie din târgul Soroca, de bună voia lor, nesiliți de nimeni, nici asupriți și au vândut dreapta lor ocină și danie de cumpărăturii din ispisocul de cumpărătură pe care l-a avut tatăl lor, popa Climentie, dela Alexandru voievod, ce i-a fost cumpărătură dela Sas fost pârcălab, pentru două sute de zloți din uricul de danie pe care l-a avut dela Bogdan voievod, un loc de pustie pe Căinar, la Fântâna lui Pântea, unde se cheamă Popeștii, între Bolboci între Ghicani, pe amândouă părțile Căinaurului, ...”

## Demografie

### Structura etnică
Structura etnică a satului conform recensământului populației din 2004:
| Grup etnic         | Populație | % Procentaj |
| ------------------ | --------- | ----------- |
| Moldoveni / Români | 1.887     | 99,22%      |
| Ruși               | 11        | 0,58%       |
| Ucraineni          | 3         | 0,16%       |
| Alții              | 1         | 0,05%       |
| Total              | 1.902     | 100%        |

## Administrație și politică
Componența Consiliului local Popeștii de Jos (9 consilieri), ales la 5 noiembrie 2023, este următoarea:
|  | Partid                                       | Consilieri | Componență | Componență | Componență | Componență |
|  | -------------------------------------------- | ---------- | ---------- | ---------- | ---------- | ---------- |
|  | Partidul Acțiune și Solidaritate             | 4          |            |            |            |            |
|  | Partidul Comuniștilor din Republica Moldova  | 3          |            |            |            |            |
|  | Partidul Socialiștilor din Republica Moldova | 1          |            |            |            |            |
|  | Candidat independent GHEORGHE COȚOFANA       | 1          |            |            |            |            |